# Ред и закон (20. сезона)
Двадеста сезона серије Ред и закон је премијерно емитована на каналу НБЦ од 25. септембра 2009. године до 24. маја 2010. године и броји 23 епизоде.

## Опис
Емитовање серије је померено из свог претходног термина емитовања за петак у 20 часова на НБЦ. Емитовање серије је померено за понедељак увече 1. марта 2010. године када су емитоване две епизоде од 21 час, а потом је 8. марта серија добила своје нови термин у 22 часа.
Током сезоне, емисија Шоу Џеја Лена у ударном термину је отказана, а Лено се вратио у вечерње емитовање емисије од 23:35 на незадовољство сарадника. Наређене су још три епизоде серије Ред и закон како би се попунила празнина у ударном термину чиме је број епизода те сезоне повећан на 23.
Почетком јануара 2010. године, НБЦ је првобитно најавио да ће обновити серију за 21. сезону. Тадашња председница друштва "Ударна забава" Анђела Бромстад рекла је: „Ја сам се навукла на „Ред и закон“... Не бих желела да будем одговорна ако серија не обори рекорд“. Међутим, 14. маја 2010. НБЦ је нагло отказао серију након 20 сезона чиме се изједначила са серијом Мирис барута као најдуговечнијом редовном заказаном драмом у ударном термину америчке телевизијске мреже. Последња епизода емитована је на НБЦ-у 24. маја 2010.
Изненадно објављивање укидања довело је до тога да серија нема епизоду "завршницу". Да се серија наставила, 20. сезона би била последња за Ш. Епату Меркерсон која је пре најаве укидања најавила да се неће враћати за 21. сезону.
Иако је НБЦ отказао серију, канал АМЦ је размишљао о њеном оживљавању. Међутим, покушаји оживљавања серије су пропали, а творац серије Дик Волф изјавио је да се серија „преселила у уџбнике из историје“. Међутим, 28. септембра 2021. године, НБЦ је објавио да се серија оживљава и да је наручена 21. сезона.

## Улоге

### Главне
- Џереми Систо као Сајрус Лупо
- Ентони Андерсон као Кевин Бернард
- Ш. Епата Меркерсон као Анита ван Бјурен
- Линус Роуч као ИПОТ Мајкл Катер
- Алана де ла Гарза као ПОТ Кони Рубироза
- Сем Вотерстон као в.д. ОТ Џек Мекој

### Епизодне
- Керолин Мекормик као др Елизабет Оливет (Епизода 6)
- Бенџамин Брет као Реј Кертис (Епизода 11)

## Епизоде
| Бр. у серији | Бр. у сезони | Назив                       | Редитељ           | Сценариста                                                             | Пpемијерно емитовање | Пpод. код | Гледаност у САД-у (милиони) |
| --- | ------------ | --------------------------- | ----------------- | ---------------------------------------------------------------------- | -------------------- | --------- | --------------------------- |
| 434 | 1            | "Допис из мрачног доба"     | Фред Бернер       | Рене Балкер и Кит Иснер                                                | 25. септембар 2009.  | 20001     | 6.29                        |
| Када је млади ратни ветеран Грег Танер пронађен убијен у гаражи Универзитета "Хадсон", детективи Сајрус Лупо и Кевин Бернард повезују убиство са професором права Кевином Френклином, заступником који је раније радио за Министарство правде. Али када је случај доспео на суд, изгледало је као да је Танер можда био више погођен ратом него што је то у његовом отказу наведено. Лупо и Бернард су почели да слажу коцкице када су процурели Френклинови списи из Бушове власти. У међувремену, поручница ван Бјурен објављује својој екипи неке врло потресне вести у вези са својим здрављем, а окружни тужилац Џек Мекој се носи са секирацијом због победе на изборима. |              |                             |                   |                                                                        |                      |           |                             |
| 435 | 2            | "Обична девојка на свету"   | М. Т. Адлер       | Ричард Сверен и Кристофер Амброз                                       | 2. октобар 2009.     | 20002     | 6.68                        |
| Када је детективка Одељења за крвне деликте Дејзи Чао пронађена убијена у свом стану, детективи Лупо и Бернард сумњају да њен вереник Џим Андерсон можда не говори целу истину о својој умешаности у убиству. Када је младу новинарку Ему Ким напао неки таксиста, ДНК пронађен на оба места злочина указује да је изгледа исти човек умешан у оба дела. Лупо постаје лично повезан са Емом, постављајући озбиљна етичка питања и угрожавајућии случај и каријеру. |              |                             |                   |                                                                        |                      |           |                             |
| 436 | 3            | "Велики Сотона"             | Мајкл Динер       | Ед Зукерман и Лук Шелхас                                               | 9. октобар 2009.     | 20003     | 7.23                        |
| Када је надобудни музичар пронађен мртав иза каонтејнера детективи Лупо и Бернард проналазе врећу пуну готовине што их доводи до гомиле осумњичених међу којима је и Дон Соренсон. Соренсон признаје да је пуцао на музичара када је откривено да се сматра да је његова ћерка отета, али изгледа да се трагови не подударају јер се његова ћерка Џил вратила кући, након што је изгубила мобилни телефон. Користећи украдени мобилни телефон као водич, детективи повезују случај са већом терористичком шемом што би могло да доведе многе животе у опасност. У међувремену, поручница ван Бјурен почиње да тражи лечење свог рака. |              |                             |                   |                                                                        |                      |           |                             |
| 437 | 4            | "Ријалити напада"           | Константин Макрис | Ед Зукерман и Лук Шелхас                                               | 16. октобар 2009.    | 20004     | 7.60                        |
| Када је довезао кући из школе своју усвојену децу са посебним потребама, Лари Џонсон је пронашао тело своје супруге на поду њихове куће. Детективи Лупо и Бернард испитују Вона који објашњава да су он и његова супруга усвојили дете са посебним потребама и сматрали да је то њихов позив па су усвојили још деветоро деце. Док детективи испитују децу због осумњичених и побуда, они откривају аферу и понуду да се породица Вон појави у ријалитију чиме је изазвана напетост у домаћинству и са другом породицом из које се мајка јако занела да буде у ријалитију. |              |                             |                   |                                                                        |                      |           |                             |
| 438 | 5            | "Достојанство"              | Џим Мекеј         | Ричард Сверен Џули Мартин                                              | 23. октобар 2009.    | 20005     | 7.17                        |
| Када је др. Волтер Бенинг убијен у цркви, детективи Лупо и Кевин Бернард стижу на место злочина и бивају обавештени да је неки белац виђен како бежи у мрачној лимузини. Министар говори детективима да је др. Бенинг био лекар за побачаје који је каснио и да је на њега раније пуцано и да му је много пута прећено, а његова супруга Филис је убеђена да је за то одговоран директор про-животног удружења. Док детективи проверавају неколико осумњичених демонстраната, поручница ван Бјурен добија још лоших вести, а ПОТ Рубироза се суочава са скрупулозном недоумицом чиме је изазвала напетост у екипи. |              |                             |                   |                                                                        |                      |           |                             |
| 439 | 6            | "Људски претраживач"        | Дарнел Мартин     | Ед Зукерман и Метју Мекгу                                              | 30. октобар 2009.    | 20006     | 7.00                        |
| Када Сид Максвел, власник модног друштва, пронађен мртав, детективи Лупо и Бернард претпостављају да је угушен, али када је модни фотограф Тери Кларк довео детективе до узбуњујућег открића Максвеловог правог имена, они откривају сумњиву интернет страницу са претећим објавама. Извршни ПОТ Катер преузима оператера интернет странице Џима Лирија који је посвећен исправљању друштвених неправди јер је жена која је у заблуди користила податке прикупљене на интернет страници да убије Максвела. Међтуим, када је власник интернет странице оптужен и суђен, он је искористио своју одбрану како би кренуо на детектива Бернарда, откривајући дубоку тајну за коју овај никада није желео да буде откривена. |              |                             |                   |                                                                        |                      |           |                             |
| 440 | 7            | "Дечак је изгубљен"         | Роуз Трош         | Синопсис: Рене Балкер и Кит Иснер Сценарио: Кит Иснер                  | 6. новембар 2009.    | 20007     | 7.99                        |
| Када је једна млада жена пронађена мртва у свом стану, неколико трагова брзо брзо доводе до тога да детективи Лупо и Бернард верују да убицина побуда није било њено богатство. Када су у једном од жртвиних станова пронашли кофере пуне новца и дроге, детективи прегледају сигурносни видео запис из њеног предворја. На снимку се виде два могућа осумњичена која их доводе до нарко-картела. ПОТ Рубироза завршава лично повезана са овим случајем јер се свим силама труди да помогне Рафију Алварез, младићу који је случајно увучен у картел, а који сведочи против наркобоса који има богатог и моћног заступника који се раније имао посла са Рубирозовом, Маркуса Вола. |              |                             |                   |                                                                        |                      |           |                             |
| 441 | 8            | "Дрогирана"                 | Марио Ван Пиблс   | Ричард Сверен и Кристофер Амброз                                       | 6. новембар 2009.    | 20008     | 8.41                        |
| Саобраћајна несрећа са смртним исходом због вожње под дејством алкохола доводи детективе Лупа и Бернарда на место догађаја када је пронађен сумњив спреј за нос. Када је специјалиста судске медицине схватио да је спреј за нос снажан анестетик који би могао лако дезоријентисати оног у ког се попрска, детективи су сазнали да се жртва спремала да сведочи против фармацеутског друштва у ком је радила због чега су детективи постали сумњичави према њеном шефу Зеку Маршалу. |              |                             |                   |                                                                        |                      |           |                             |
| 442 | 9            | "За одбрану"                | Вилијам Клејер    | Ед Зукерман и Лук Шелхас                                               | 13. новембар 2009.   | 20009     | 7.50                        |
| Када је кључна сведокиња за суђење за убиство пронађен мртва испред своје хотелске собе, детективи Лупо и Бернард умешани су у вртоглави случај који се расплиће у замршену заверу, животи додатних сведока доведени су у опасности, а ПОТ Рубироза у унакрсну ватру. Црно тржиште, послови и нарко-картели испреплићу се како би показали колики је ризик сведочити на суду јер подмићени званичници управљају судом, а ИПОТ Катер чини све да на суду дође до истине чиме доводи колегијалност са Рубирозовом на танак лед, поготово када је сазнао за њену прошлост са прљавим тужиоцем који је постао заступник, Маркусом Волом. |              |                             |                   |                                                                        |                      |           |                             |
| 443 | 10           | "Сачмара"                   | Ричар Јанг        | Ричард Сверен и Џули Мартин                                            | 20. новембар 2009.   | 20010     | 7.52                        |
| Када је Стен Харкави, старији човек и мали предузетник у шпанском Харлему, бранио своју радњу од оружане пљачке, детективи Бернард и Лупо сумњају да је овај догађај могао бити посао изнутра. Међутим, истрага касније открива да у његовој причи постоје рупе јре се сазнало да је пљачка можда била тактика застрашивања, а да убиство које је починио господин Харкави можда није био у самоодбрани. |              |                             |                   |                                                                        |                      |           |                             |
| 444 | 11           | "Савезњак"                  | Алекс Чепл        | Синопсис: Рене Балкер и Кит Иснер Сценарио: Кит Иснер                  | 11. децембар 2009.   | 20011     | 8.77                        |
| Како се дан избора брзо приближава, детективи Лупо и Бернард откривају унакажен леш човека с натписом "Савезњак" исписаним преко голих груди. Како им недостаје кључни доказ, детективи одлучују да се врате корацима жртве, добровољца у једној кампањи, како би се укључили у изазовну истрагу. Када се појавила збуњујућа прошлост жртве, а списак осумњичених увећао, детективи се не баве само прљавом политиком. Сазнали су да је жртва тајно прикупљала оптужујуће податке о удружењу у ком је радио. У међувремену, усред истраге, поручницу ван Бјурен је звао Реј Кертис који се вратио у град са лошим вестима. |              |                             |                   |                                                                        |                      |           |                             |
| 445 | 12           | "Уцена"                     | Марк Левин        | Ед Зукерман и Метју Мекгу                                              | 15. јануар 2010.     | 20012     | 7.32                        |
| Кад Лупо и Бернард пронашли новинарку Меган Кер мртву на напуштеном градилишту, они откривају везу између жртве и водитељке дневног ток шоуа Ванесе Карвил. Након даље истраге, детективи затичу Карвилову на састанку са ОТ Џеком мекојем, а Карвилова признаје низ послова на радном месту и претњу уценом, остављајући детективе сумњичаве према Карвиловој и њеним сарадницима. |              |                             |                   |                                                                        |                      |           |                             |
| 446 | 13           | "Смрт челичних очију"       | Мајкл Пресмен     | Ричард Сверен, Кристофер Амброз и Џули Мартин                          | 1. март 2010.        | 20013     | 7.58                        |
| Када је четворочлана породица пронађена убијена у својој кући, детективи Лупо и Бернард откривају да је смрт можда повезана са проблематичном пријатељицом покојне ћерке у пубертету Бони Џоунс. Док Лупо и Бернард трагају за Бони, они постају свесни још једног осумњиченог, Џастина Сакса, човека који пати од пост-повредног поремећаја секирације што усложава случај јер је психичко стање оба осумњичена доведено у питање. Док се случај води на суду, ИПОТ Мајк Катер се бори против познате заступнице Веронике Мастерс која од раније зна детектива Сајруса Лупа која открива једну тајну свом ортаку Бернарду. |              |                             |                   |                                                                        |                      |           |                             |
| 447 | 14           | "Изгорели дечак"            | Роуз Трош         | Синопсис: Ед Зукерман и Метју Мекгу Сценарио: Лук Шелхас и Метју Мекгу | 1. март 2010.        | 20014     | 7.86                        |
| Када су Лупо и Бернард открили на запаљено тело Цезара Рамиреза, шеснаестогодишњег средњошколца из лошег краја, они почињу да испитују његовог друга Мозеса који га је последњи видео живог. Када су докази довели детективе до потресног видео записа о почињеном злочину са мобилног телефона, они убрзо схватају да су четири особе на снимку можда у договору с неочекиваним савезником. Истрага доводи детективе до директорке средње школе Марте Вудсајд која има праве одговоре. Уз сумњичавог професора, лажна покрића и љубоморне школарце који су у игри, детективи откривају да би њихов случај могао бити више од основног, али док се не пронађу нови докази, нема никога против кога би ИПОТ Катер и ПОТ Рубироза могли да дижу оптужницу.                                                                         |              |                             |                   |                                                                        |                      |           |                             |
| 448 | 15           | "Вештачки дијамант"         | Алекс Чепл        | Синопсис: Рене Балкер и Кит Иснер Сценарио: Кит Иснер                  | 8. март 2010.        | 20015     | 5.18                        |
| Када је млада Џастин Стебинс пронађена свирепо убијена у хотелу, а њено тело сакривено на колицима за прехрамбене производе, докази воде детективе Лупа и Кевина Бернарда до младог студента медицинске школе. Кад се умешао лукави Реј Бекланд, детективи схватају да ће бити потребно много више од површних доказа да би се убица стрпао иза решетака. У случају се убрзо јавила она народна "Ум царује, снага кладе вља". |              |                             |                   |                                                                        |                      |           |                             |
| 449 | 16           | "Невиност"                  | Фред Бернер       | Ричард Сверен и Џули Мартин                                            | 15. март 2010.       | 20016     | 6.90                        |
| Детективи Лупо и Бернард приводе човека коме се суди и који је проглашен кривим за убиство педера које је оцењено као злочин из мржње. Убрзо након тога, једна од Катерових бивших професорки са факултета Емили Рајан обраћа се Колективу невиних јер је одлучила да докаже његову невиност и поништи пресуду. Катер ускоро открива да је Емилина превелика помоћница Лиса Клајн можда прекришла пропис како би добила сведочење у корист своје странке. Ускоро су лични односи угрожени јер је поштење читавог суђења доведено у питање. Као одбрану за своју странку, Емили Рајан користи стање правне дозволе ИПОТ Катера како би рекла да њена странка, између осталог, заслужује ново суђење. Катер се трка са временом како би смислио начин да спречи настанак грешке и да се оптужени извуче за свиреп злочин из мржње. |              |                             |                   |                                                                        |                      |           |                             |
| 450 | 17           | "Четири побијена полицајца" | Џим Мекеј         | Ед Зукерман, Лук Шелхас и Метју Мекгу                                  | 22. март 2010.       | 20017     | 5.93                        |
| Поручници ван Бјурен је лекарка Валери Најт да је сасвим добро прошло зрачење и да јој је ниво хемоглобина повишен. Треба да се врати свом лекару за три месеца да види да ли се тумор смањио. У међувремену, детективи Лупо и Бернард позвани су на место убиства четири полицајца у месној пицерији. Са просторијом препуном сведока, они имају мали опис кривца, али то је све. Случај постаје још збуњујући када су открили да су полицајци можда познавали убицу. Истрага их брзо доводи до нарко-картела, љубоморног мужа и судије покајника који су повезани. Напетости расту и у крвним деликтима и у тужилаштву па чак и у државном тужилаштву. |              |                             |                   |                                                                        |                      |           |                             |
| 451 | 18           | "Бразил"                    | Џин де Сегонзек   | Синопсис: Рене Балкер и Кит Иснер Сценарио: Кит Иснер                  | 29. март 2010.       | 20018     | 6.01                        |
| Када је научник за заштиту животне средине др. Оскар Силва отрован током симпозијума о глобалном загревању, детективи Бернард и Лупо у почетку сумњају на конкуренте из Силвине области проучавања. Убрзо се открива да је др. Силва био умешан у гадну парницу око старатељства са бившим супругом своје жене Филипом Шумејкером, а жижа истраге брзо се пребацује на породицу жртве. У међувремену, случај постаје личан за ИПОТ Катера јер побуђује непријатна сећања из његове прошлости. |              |                             |                   |                                                                        |                      |           |                             |
| 452 | 19           | "Уљези"                     | Дарнел Мартин     | Ричард Сверен, Кристофер Амброз и Џули Мартин                          | 3. мај 2010.         | 20019     | 6.18                        |
| Када је тело младе манекенке Брине Лејн пронађено на улици, детективи Лупо и Бернард трагају за њеним убицом. Без сведока, детективи морају да прате посљедње кораке жртве како би добили увид у њене посљедње дане пре смрти и убрзо откривају да је непосредно пре смрти Брина доживела упадљив политички догађај чији су домаћини били сенатор Питерсон и његова супруга Камил. Како се тајне откривају, Лупо и Бернард схватају да морају да расплету замршену мрежу лажи како би сазнали истину о убиству Бине Лејн. |              |                             |                   |                                                                        |                      |           |                             |
| 453 | 20           | "Порез долази"              | Фред Бернер       | Синопсис: Ед Зукерман и Вилијам Н. Фордс Сценарио: Вилијам Н. Фордс    | 10. мај 2010.        | 20020     | 6.17                        |
| Лупо и Бернард су позвани да истраже смрт младе наследнице Ени Даглас која је умрла наизглед од прекомерне количине дроге. Детективи почињу да сумњају у њеног брата од тетке Рендија Колвина чије је наследство повећано због њене смрти. Док се истрага наставља, Енина похлепна родбина открива још један недавни губитак. Случај постаје више од породичног питања јер су огледна клиника за рак, лажно усвајање и нерођена деца повезани са случајем. |              |                             |                   |                                                                        |                      |           |                             |
| 454 | 21           | "Бесмртност"                | Џим Мекеј         | Ричард Сверен и Џули Мартин                                            | 17. мај 2010.        | 20021     | 5.91                        |
| Када је Џером Тарнер умро због убода ножем по доласку у болницу, Лупо и Бернард су позвани да истраже његово убадање. Убрзо откривају да је, потпуно непознато, Тарнер водио двоструки живот. Породичне напетости расту јер су детективи почели да откривају тајне експлоатисане породице. У потрази за истином, ИПОТ Катер прелази црту са поручницом ван Бјурен током суђења. |              |                             |                   |                                                                        |                      |           |                             |
| 455 | 22           | "Вечна љубав"               | Вилијам Клејер    | Ед Зукерман                                                            | 17. мај 2010.        | 20022     | 6.24                        |
| Када је телевизијска екипа једне стилске емисије кренула у потрагу за модном жртвом Маријел ди Наполи, уместо ње проналазе жртву убиства. Док детективи Лупо и Бернард истражују овај необичан злочин, почињу да сумњају у жену жртве која има насилну и необичну прошлост. Случај се додатно усложио када су детективи открили истину која стоји иза жртвиног финансијског стања. Сазнали су да је жртва можда одустала од завере са мужевима колегама како би сакрила имовину од њихових жена до њиховог развода. |              |                             |                   |                                                                        |                      |           |                             |
| 456 | 23           | "Гумена соба"               | Рене Балкер       | Рене Балкер                                                            | 24. мај 2010.        | 20023     | 7.60                        |
| Када је поручница ван Бјурен открила блог страницу на којој се налази снимак узбуњујуће количине динамита, детективи Лупо и Бернард крећу у трку са временом како би пронашли непознатог блогера пре него што се планови за минирање школе спроведу у дело. Одбијање Министарства просвете да озбиљно схвати претњу и отпор синдиката наставника додатно су усложили истрагу. Срећом, административна помоћница синдиката наставника Алиша даје детективима траг који их води у правом смеру. У међувремену, поручница ван Бјурен бори се да спречи да њена личне ствари постану јавне, а због незнања људи који се вероватно врте око блогеровог терористичког чина, ствара се притисак на окружног тужиоца Мекоја. |              |                             |                   |                                                                        |                      |           |                             |